# Mike Mazurki
Mike Mazurki (* 25. Dezember 1907 in Tarnopol, Galizien, Österreich-Ungarn; † 9. Dezember 1990 in Glendale, Kalifornien; geboren als Michail Masurkewytsch) war ein ukrainischstämmiger US-amerikanischer Schauspieler.

## Leben
Mike Mazurki, geboren im damals zu Österreich-Ungarn und jetzt zur Ukraine gehörenden Tarnopol, wanderte mit seiner Familie im Alter von 6 Jahren in die Vereinigten Staaten aus. Seiner zunächst ausgeübten Tätigkeit als Berufsringer in der Schwergewichtsklasse blieb Mazurki auch in seiner ab den 1940er Jahren aufgenommenen Schauspielerkarriere verhaftet. Er spielte oft Boxer und schlagkräftige Gangster, was nicht zuletzt an seiner Größe von 1,96 Metern lag. Mazurki spielte in den Film noirs Murder, My Sweet und Die Ratte von Soho Nebenrollen und war in Western und Abenteuerfilmen wie Sindbad der Seefahrer und Der Scharlatan zu sehen. Bekannt wurde er auch als Handlanger von George Raft in Billy Wilders Komödienklassiker Manche mögen’s heiß.
Bis zuletzt trat er in insgesamt über 150 Filmen und Fernsehsendungen über ein halbes Jahrhundert verteilt auf. Seine erste Ehe mit Jeanette Briggs hatte von 1943 bis 1950 gehalten, die zweite Ehe mit Sylvia Weinblatt hielt von 1968 bis zu Mazurkis Tod. Der Ehe mit Janette Briggs entstammten zwei Kinder. Obwohl er auf der Leinwand das Image des tumben Handlangers pflegte, besaß er seit 1930 einen Bachelorabschluss des Manhattan College.

## Filmografie (Auswahl)
- 1934: Die Schöne der neunziger Jahre (Belle of the Nineties)
- 1941: Abrechnung in Shanghai (The Shanghai Gesture)
- 1942: Der Besessene von Tahiti (The Moon and Sixpence)
- 1944: Sommerstürme (Summer Storm)
- 1944: Murder, My Sweet
- 1944: Das Gespenst von Canterville (The Ghost of Canterville)
- 1945: Die Seeteufel von Cartagena (The Spanish Main)
- 1945: Liebe in der Wildnis (Dakota)
- 1947: Die Unbesiegten (Unconquered)
- 1947: Sindbad der Seefahrer (Sinbad the Sailor)
- 1947: Vierzehn Jahre Sing-Sing (I Walk Alone)
- 1947: Der Scharlatan (Nightmare Alley)
- 1948: Blut und Gold (Relentless)
- 1948: Strick am Hals (The Noose Hangs High)
- 1949: Blutige Diamanten (Rope of Sand)
- 1949: Neptuns Tochter (Neptune’s Daughter)
- 1949: Samson und Delilah (Samson and Delilah)
- 1949: …und der Himmel lacht dazu (Come to the Stable)
- 1949: Abandoned
- 1950: Die Ratte von Soho (Night and the City)
- 1950: Stadt im Dunkel (Dark City)
- 1951: Spione, Liebe und die Feuerwehr (My Favorite Spy)
- 1951: Begegnung in Tunis (The Light Touch)
- 1951: Frauenraub in Marokko (Ten Tall Men)
- 1955: Davy Crockett, König der Trapper (Davy Crocket, King of the Wild Frontier)
- 1955: Der gelbe Strom (Blood Alley)
- 1956: In 80 Tagen um die Welt (Around the World in Eighty Days)
- 1956: Um jeden Preis (Comanche)
- 1959: Manche mögen’s heiß (Some Like It Hot)
- 1963: Die Hafenkneipe von Tahiti (Donovan’s Reef)
- 1963: Vier für Texas (4 for Texas)
- 1963: Eine total, total verrückte Welt (It’s a Mad Mad Mad Mad World)
- 1964: Der schnellste Colt von River Falls (Requiem for a Gunfighter)
- 1964: Cheyenne (Cheyenne Autumn)
- 1966: Bullwhip Griffin oder Goldrausch in Kalifornien (The Adventures of Bullwhip Griffin)
- 1966: Sieben Frauen (7 Women)
- 1969: Bonanza (Fernsehserie; Folge Der größte Lügner aller Zeiten)
- 1974: Trapper, Wolf und Fährtensucher (Challenge to Be free)
- 1978: Unsere Lassie (The Magic of Lassie)
- 1978: Drei Engel für Charlie (Charlie’s Angels, Folge: Nicht nochmal, Sam!)
- 1980: Sam Marlow, Privatdetektiv (The Man with Bogart's Face)
- 1985: Knast Total – Hier sitzen sie richtig (Doin' Time)
- 1990: Dick Tracy